# Weichering
Weichering è un comune tedesco di 2 304 abitanti, situato nel land della Baviera.